# Brenner von Felsach

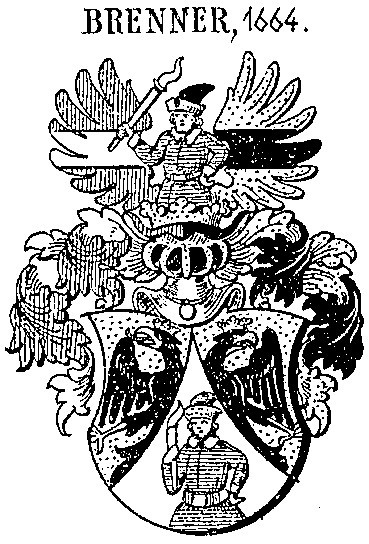
Wappen der Brenner (1664)

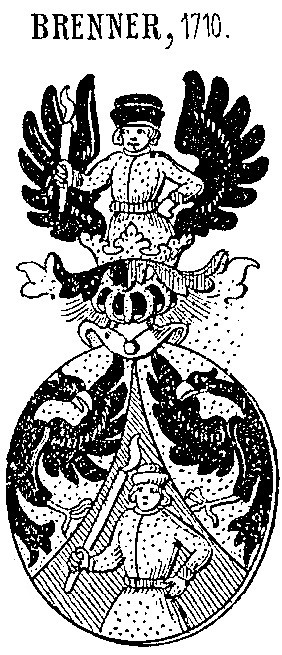
Wappen der Brenner (1710)

Brenner von Felsach, auch von Brenner-Felsach, ist der Name eines österreichischen Adelsgeschlechts.

## Geschichte
Stammvater des Geschlechts ist der kaiserliche Hof- und Kammerjuwelier Johann Caspar Brenner (* 1675 in Dillingen an der Donau, Bayern; † 1715 in Wien), der am 23. November 1710 in Wien in den Reichsadelsstand erhoben wurde. Ignaz von Brenner, k.k. Rechnungsrat der montanschen Hofbuchhaltung, erhielt am 31. Mai 1818 in Wien den Österreichischen Ritterstand mit „Edler von Felsach“. Derselbe erhielt als k.k. Hofrat den Österreichischen Freiherrnstand durch außerordentlichen Erlass vom 29. Dezember 1836 mit Diplom vom 6. Februar 1837 verliehen.
Aber bereits Stephan Brenner, kaiserlicher Reichshofkanzlist, erhielt am 2. Mai 1664 von Kaiser Leopold I. den von Kaiser Ferdinand III. verliehenen Adelsstand bestätigt. In diesem Zuge wurde der Adelsstand auf Stephan Brenners Brüder Johann Veit, Arnold und Johann Brenner ausgedehnt.

## Namensträger

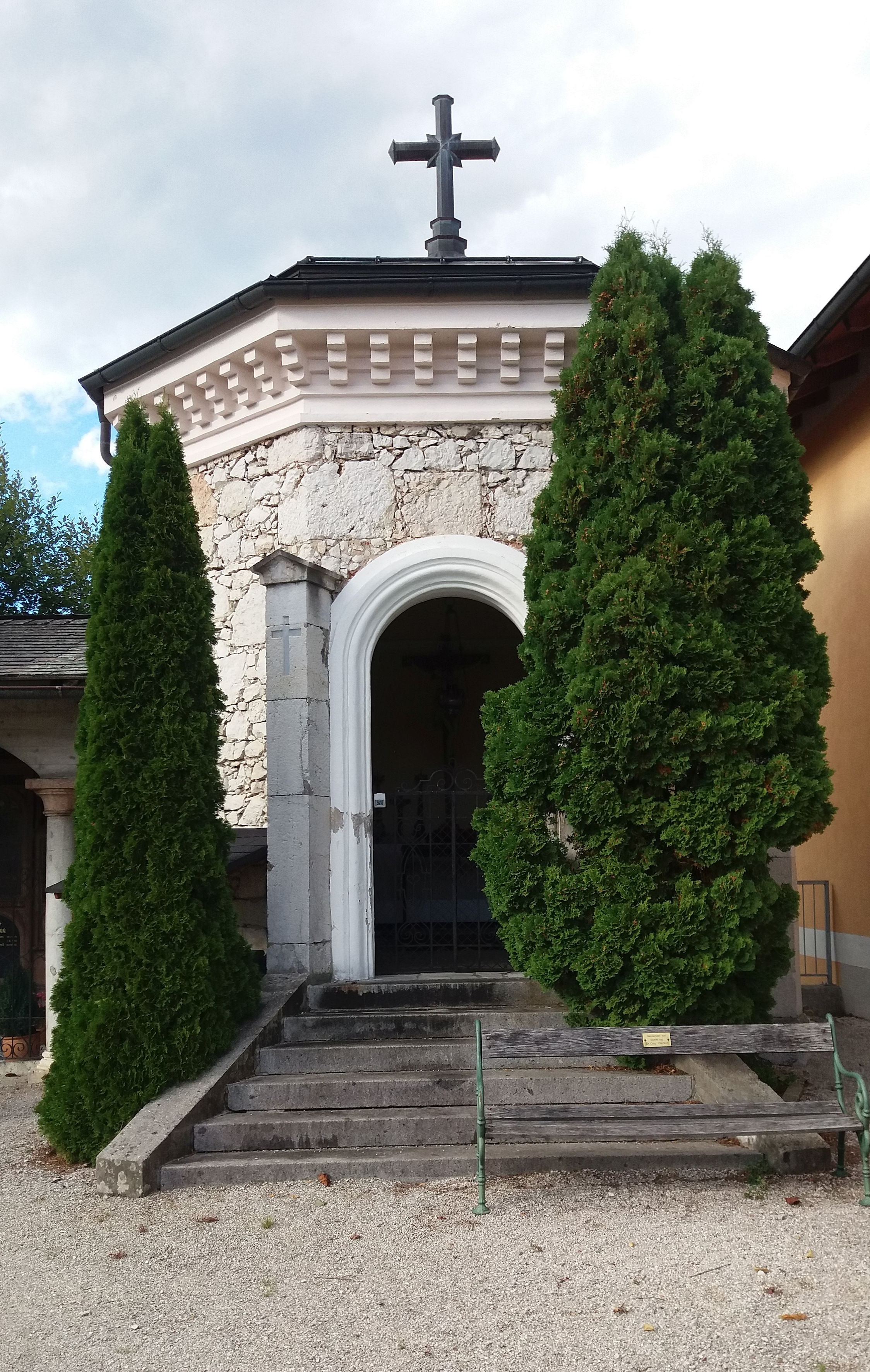
Friedhof Bad Ischl, Grabkapelle der Familie Brenner von Felsach

- Adolph Freiherr Brenner von Felsach (1814–1883), österreichischer Diplomat
- Ernst Brenner von Felsach (1865–1903), österreichischer Fossiliensammler
- Ignatz Ritter Brenner von Felsach (1772–1849), österreichischer Orientalist
- Joachim Freiherr Brenner von Felsach (1859–1927), österreichischer Weltreisender und Fotograf
- Joseph Brenner Ritter von Felsach (1807–1876), österreichischer Arzt und Salinenarzt in Ischl.
- Joseph Brenner Ritter von Felsach (1836–1906), österreichischer Gutsbesitzer (Perchtoldsdorf-Theresienau) und Politiker[2]
- Hans Brenner Freiherr von Felsach (1884–1970)[3], österreichischer Gutsbesitzer (Perchtoldsdorf-Theresienau und Wien-Alterlaa)

## Wappen
- Blasonierung des Wappens von 1664: In goldenem Feld eine silberne Spitze, darin ein wachsender Mann in blauem Rock und rot-silbern gestücktem Gurt, bedeckt mit grün-gestülpten blauen Spitzhut, in der Rechten eine brennende Fackel tragend. Aus den Seitenrändern der Spitze wächst je die Spalthälfte eines schwarzen Adlers; der Kopf zur Linken ist gekrönt. Auf dem gekrönten Helm der Fackelträger wachsend zwischen zwei rot-goldenen Flügeln, die je mit silbern-schwarzen Balken belegt sind. Die Helmdecken sind rot-silbern und schwarz-golden.[1]
- Blasonierung des Wappens von 1710: In goldenem Feld eine grüne Spitze, darin ein wachsender Fackelträger in goldenem Rock mit rotem Gurt und schwarzer Mütze; in den Oberecken aus dem Schildrand wachsend je die Spalthälfte eines schwarzen Adlers. Auf dem gekrönten Helm der Fackelträger wachsend zwischen zwei schwarzen Flügeln. Die Helmdecken sind schwarz-silbern und rot-golden.[1]
- Blasonierung des Wappens von 1837: Innerhalb breiten roten Schildrandes geteilt; oben in Silber eine grüne Spitze, darin aus der Teilungslinie wachsend ein vorwärts gekehrter gold gekleideter Mann mit rotem Gürtel und schwarzem Stulphut, in der Rechten eine brennende Fackel haltend, oben beiderseits von einem gold bewehrten schwarzen Adler am Schildesrand begleitet; unten in Blau auf grünem Boden ein bis zur Mitte ansteigender, steiler brauner Fels, von dem ein natürlicher Bach abstürzt. Drei Helme mit rechts schwarz-silbernen, links rot-goldenen Decken; auf dem rechten Helm der Mann mit der Fackel wachsend zwischen offenem schwarzen Flug; auf dem mittleren Helm ein silberner Anker, auf dessen Querholz ein aufwärts gerichteter silberner Halbmond steht; auf dem linken Helm ein wachsender goldener Löwe zwischen zwei roten Büffelhörnern. Schildhalter sind zwei Geharnischte. Wahlspruch: Esse potius quam videri.